# RMS Tayleur
RMS Tayleur byl železný klipr, který si pronajala společnost White Star Line. Byl velký, rychlý a technicky vyspělý. Už při své první plavbě v roce 1854 najel na mělčinu a potopil se. To bylo způsobeno jak nezkušenou posádkou, tak vadným materiálem. Přezdívá se mu „první Titanic.“

## Historie

### Stavba
Tayleur navrhl pro společnost Charles Moore & Company William Rennie. Na vodu byl spuštěn po šesti měsících stavby ve Warringtonu na řece Mersey 4. října 1853. Ve své době byl největší osobní loď na světě. Pojmenován byl po Charlesi Tayleurovi, zakladatelovi Vulcan Engineering Works ve Warringtonu.

### Ztroskotání

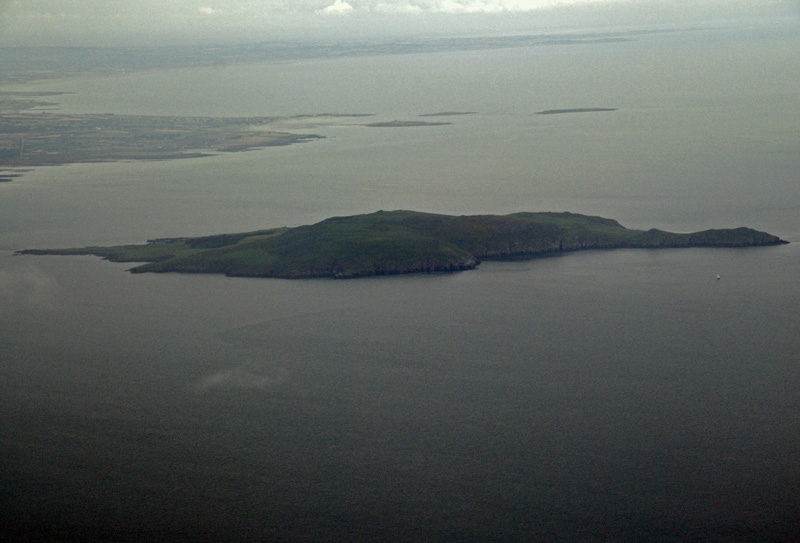
Ostrov Lambay

Tayleur vyplul na svou první plavbu z Liverpoolu do australského Melbourne 19. ledna 1854 s 652 lidmi na palubě. Velel mu 29 let starý kapitán John Noble. Během vyšetřování bylo zjištěno, že ze 71 členů posádky jich bylo jen 37 proškolených námořníků, z nichž 10 neumělo anglicky. V novinách se objevily informace, že se mladá posádka chtěla takto dostat zadarmo do Austrálie.
Kvůli železnému trupu nefungovaly na Tayleuru správně kompasy. Posádka věřila, že plují v Irském moři směrem na jih, ale ve skutečnosti jeli na západ směrem k Irsku. 21. ledna 1854 (2 dny po vyplutí) se Tayleur ocitl v mlze a bouři, zatímco mířil přímo na ostrov Lambay. Kormidlo bylo vzhledem k hmotnosti Tayleuru příliš malé, tak nebyl schopen se ostrovu vyhnout. Takeláž také nebyla kvalitní: lana byla špatně upevněna a uvolňovala se, proto se plachty téměř nedaly ovládat. Přestože ihned po zpozorování ostrova byly spuštěny kotvy, nedokázal Tayleur zastavit a najel na východní pobřeží ostrova Lambay asi 5 mil od Dublinského zálivu.
Okamžitě se začaly spouštět záchranné čluny, ale když první z nich narazil na skálu, bylo spouštění zastaveno, protože bylo považováno za nebezpečné. Vzhledem k tomu, že byl Tayleur téměř na souši, posádka pokácela jeden stožár, po kterém pasažéři slézali a seskakovali na pevninu, z nichž někteří byli jištěni lany z lodě. Kapitán Noble na lodi čekal do poslední minuty, pak seskočil na pevninu, kde ho zachránil jeden z pasažérů.
Pokračující bouře poté loď spláchla zpět do moře, kde se potopila. Pouze vršky stožárů zůstaly nad hladinou.
Jeden z přeživších pasažérů zavolal ostrovní pobřežní hlídku. Tento pasažér a čtyři členové hlídky dopluli na loďce ke vraku, kde našli posledního přeživšího, Williama Viverse, který se držel na vrchu takeláže, kde strávil 14 hodin. 2. března 1854 dostal za tuto záchranu George Finlay, hlavní lodník, medaili.
V novinách byla posádka obviněna z nedbalosti, ale oficiální vyšetřování zprostilo viny kapitána Noblea a obvinilo majitele lodě, že ji nechali odplout, když kompasy nefungovaly správně. Board of Trade (výbor dohlížející na obchod a zahraniční záležitosti) obvinil kapitána, že netroubil, když se loď ocitla v mlze.
Vrak byl prodán na záchranu, ale některé jeho části tam stále leží 18 metrů pod vodou.
Tayleur je srovnáván s Titanikem. Obě lodě měly mnoho společného v rozdílných dobách. Obě pluly pod White Star Line, byly technicky vyspělé a ve své době největší lodě na světě. Dále se obě potopily na svých prvních plavbách, na ztroskotání měly vliv nedostatky vybavení (lana a kompas na Tayleuru a nedostatek záchranných člunů na Titaniku).

## Vyšetřování
Proběhly 4 oficiální vyšetřování: vyšetřování v Malahide, pro Board of Trade vedené kapitánem Walkerem, pro Admiralitu vedené panem Granthamem a The Liverpool Maritime Board zkoumal zdatnost kapitána ve velení. Zjištěné skutečnosti se liší.
Různí se počty zemřelých a lidí na palubě, které se pohybují mezi 528 a 680, zatímco mrtvých bylo mezi 297 a 380 v závislosti na zdroji. Z více, než 100 žen na palubě přežily jen 3, pravděpodobně kvůli problémům s šaty z té doby. Před trosečníky pak stál těžký úkol: sešplhat asi 24 metrů po stožáru na pevninu. Když se o ztroskotání dozvěděla City of Dublin Steam Packet Company, vyslala tam svůj parník Prince, aby hledal přeživší. Poslední průzkum Dr. Edwarda Bourkeho zjistil 662 lidí na palubě.

## Potápění
Vrak byl přidán do seznamu dědictví a potápět se k němu může pouze na povolení Office of Public Works. Leží v celku 30 m od jihovýchodního rohu ostrova Lambay.